# Henry Ruhl
Pour les articles homonymes, voir Ruhl.
Henry Ruhl, né le 2 octobre 1869 à Londres et mort le 3 mars 1953 à Paris, est une personnalité de l'hôtellerie de luxe française.

## Biographie
Né à Londres, il est naturalisé britannique avant de venir en France à 18 ans. Il s'établit ensuite à Nice où, grâce à l'emprunt, il crée de petits hôtels sur les hauteurs de Cimiez. Ses hôtels marchant bien, Henry Ruhl achète alors à Nice sur la promenade des Anglais, l'hôtel homonyme. C'est le début alors de multiples acquisitions ou constructions d'hôtels de luxe et palaces : le Scribe à Paris (1892), le Grand Condé à Chantilly, le Grand Hôtel à Antibes, le Royal et le Scribe à Nice, le Frascati au Havre (1900), hôtel Royal à Dinard (1902), le Grand-Hôtel à Cabourg (1907), le Carlton sur les Champs-Élysées à Paris (1909), le Carlton à Biarritz (1910). Sa société se rend propriétaire en 1911 du Casino municipal de Cannes dont la municipalité lui avait confié la concession en 1905. En 1913, il inaugure l'hôtel Carlton de Cannes, de 350 chambres et l'hôtel Ruhl à Vichy dont son frère, Frédéric, est le directeur. Cette même année à Nice, il fait détruire l'hôtel des Anglais pour y construire un des hôtels des plus luxueux de l'époque, de 200 chambres, et qui porte alors son nom : l'hôtel Ruhl. 
En 1907, il est naturalisé français.
À son apogée, Henry Ruhl administrera près de 80 hôtels et casinos.
Il meurt à son domicile, no 5 rue Quentin-Bauchart à Paris, en 1953 à l'âge de 83 ans.

## Distinctions
- Croix de guerre 1914–1918
- Médaille militaire (Royaume-Uni)
- Chevalier de la Légion d'honneur (décret du 23 octobre 1925). Il est fait chevalier le 16 novembre 1925 par le général Jules Hamelin.